# 波皮夫卡 (伊久姆區)
49°20′17″N 36°40′55″E / 49.33806°N 36.68194°E
波皮夫卡（羅馬化：Popivka）是位於烏克蘭東部哈爾科夫州伊久姆區巴拉克利亚市镇的村莊。該村始建於1731年，面積0.35平方公里，海拔高度123米，2001年人口41，人口密度每平方公里118.8人。